# 明石市立明石商業高等学校
明石市立明石商業高等学校（あかししりつ あかししょうぎょうこうとうがっこう）は、兵庫県明石市魚住町長坂寺に所在する市立の商業高等学校である。明石市が設置する唯一の高等学校で、略称は「明商（めいしょう）」。

## 設置学科
- 商業科
- 国際会計科
- 福祉科

## 概要

### 商業科
商業科の1年生は全員が共通科目を履修するが、2～3年生は令和４年度入学生（70回生）よりアドバンスコースとスポーツ科学コースの２コースに分かれ、より専門的な学習を行うことになった。スポーツ科学コースは、「卓球、バレーボール、野球、ソフトボール、陸上競技、サッカー」の各クラブ加入者のみ選ぶことができる。
- スポーツ科学コース

64回生まではスポーツ科学類型と称した。63回生までは8組がスポーツ科学類型であった。64回生は、学級減で1学年7クラスとなったこともあり生徒は2組～7組に所属し、キャリアアップコース・トータルマネジメントコースの生徒と混在して約3分の2の授業を同じ教室でうける。約3分の1の授業を各コースに分かれて授業をうける。2018年度入試合格者の希望者は、2年生よりスポーツ科学コースを選ぶことができる。スポーツ等を通じて地域に貢献できるスペシャリストの育成を目指す。ビジネスの基礎・基本を身につけ、スポーツを通じて健康を科学的に探究し、地域に貢献できる人材を育てる。
- アドバンスコース

自分の趣味・進路に応じた選択商業科目で進路実現を目指す。
「進学」「公務員」「難関企業への就職」を目指す。商業に関する検定試験の上級に挑戦し、英語の授業をはじめ、普通科目においても深く、広く学習する。
「就職」「専門学校への進学」を目指す。特定の分野ではなく複数の分野において、ある一定以上の知識や技術を習得する。
※類型、コースを超えた選択科目の充実を図り、就職、4年制大学・短期大学等への進学も実現できる体制をとっている。

### 国際会計科
国際会計科を2009年4月に新設、2023年度で募集停止。この学科はグローバル化する社会の技術進歩と情報化に対応し、会計と英語の専門性を高めた学科である。会計（簿記）、情報、英語の3つの分野を学習の柱に、「全商簿記検定1級」「日商簿記検定2級」を取得し、3年生では「国際会計検定（BATIC)」を受験して簿記の知識を深める。「全商情報処理検定1級」「全商ビジネス文書検定1級」「全商英検1級」「STEP英検2級」の取得を目指す。推薦入試で全県学区で募集。定員40名。2014年2月に行われた入試より数学が除かれ英語のみの適性検査となり、入試勉強の負担が軽くなった。また、2014年度の1年生より週あたりの学習を1時間減らし31時間にし、うち1時間を毎朝10分ずつユニット学習するので7時間目の授業がなくなり、部活動との両立がしやすくなった。
3年生ではGE（グローバルイングリッシュ）コースと、BI（ビジネスイノベーション）コースに分かれる。
- GE（グローバルイングリッシュ）コース

英語をより深く学ぶ。第2外国語（中国語を予定）も履修し、学びを通して人間力を高め、主体的に進路を考えるキャリア教育へと結びつける。
- BI（ビジネスイノベーション）コース

専門知識を深める。国際教養を履修する。

### 福祉科
2024年4月に福祉科を開設。福祉科では、福祉の専門科目を学ぶほか、地域でのボランティア活動などを行い、福祉のまちのリーダーとなる人材の育成を目指す。 高校３年間で、国家資格である介護福祉士の受験資格を取得することができ、試験に合格すれば卒業時に介護福祉士の資格を取得できる。また、卒業後の進路については、福祉施設や一般企業、公務員等への就職のほか、福祉系、医療系の大学・専門学校等を目指す。

## 沿革
- 1953年4月1日 - 開校。明石市立望海中学校内に仮校舎を設置。
- 1954年4月12日 - 仮校舎を明石市立明石小学校内に移転。
- 1955年10月30日 - 明石市大久保町西島に独立校舎完成、移転。
- 1978年7月24日 - 現在地に移転。
- 2016年3月20日 - 第88回選抜高等学校野球大会初出場、ベスト8。[1]
- 2018年7月28日 - 第100回全国高等学校野球選手権記念大会初出場。[2]
- 2019年3月 - 第91回選抜高等学校野球大会3年ぶり2回目出場、ベスト4。[3]
- 2019年8月 - 第101回全国高等学校野球選手権大会で神戸国際大付と2年前と同カードで逆転勝ちで優勝。2年連続2回目出場、春夏連続のベスト4。[4]
- 2020年8月 - 2020年甲子園高校野球交流試合出場、桐生第一に3-2で勝利。

## 著名な出身者
- 小田原ドラゴン - 漫画家
- 井上トモヲ - 漫画家、月刊少年ガンガンに『うさキング』を連載
- 佐竹政一 - プロボクサー
- 上地結衣 - 車いすテニス選手
- 松本航 - プロ野球選手
- 山﨑伊織 - プロ野球選手
- 水上桂 - プロ野球選手
- 中森俊介 - プロ野球選手
- 来田涼斗 - プロ野球選手
- 宗ひろし - ミュージシャン（MALCO）
- 那須眞由 - 陸上競技選手

## 交通

### バス
tacoバス（山陽バス）
- 10.青葉台ルート 青葉台口バス停
  - 青葉台経由守池住宅・魚住小学校方面JR魚住駅北口行

### 徒歩
- 西日本旅客鉄道（JR西日本）山陽本線（JR神戸線） 魚住駅 北東へ約2km。
- 山陽電気鉄道本線 山陽魚住駅 北東へ約3km。

## 全商検定
- この学校は、全商電卓珠算検定の兵庫県本部校でもある。

## 不祥事
- 2017年6月2日に同校で実施された実用英語技能検定で、受験した生徒のうち2人がカンニングを行っていたことが、翌2018年3月に判明した。同校が試験監督を日本英語検定協会が定める通りの人数で配置していなかったため、監督不在の教室が生じ、その結果、カンニングが可能となっていたもので試験結果は有効とされたものの、カンニングをした2人の生徒は不合格だった。同校は、これら2人の生徒に反省文を提出させている[5]。
- 2023年5月22日、校内の金庫で保管していた現金約50万円を紛失したと発表した。同日、盗難の可能性が高いとして明石警察署に被害届を出した[6]。翌23日の夜に同校の臨時教諭が校長に電話で「（金を）盗みました」と連絡し、同日午後11時55分ごろ、校長とともに明石署に出頭した。24日に明石署は臨時教諭を窃盗容疑で逮捕した[7]。